# Wil
Wil é uma comuna da Suíça, no Cantão São Galo, com cerca de 16.745 habitantes. Estende-se por uma área de 7,63 km², de densidade populacional de 2.195 hab/km². Confina com as seguintes comunas: Bronschhofen, Jonschwil, Münchwilen (TG), Rickenbach (TG), Sirnach (TG), Uzwil, Wilen (TG), Zuzwil.
A língua oficial nesta comuna é o Alemão.